# Râul Gâsca
Râul Gâsca sau Pârâul lui Gâscă este un curs de apă, afluent al râului Șușița. 